# Sonata da Chiesa (Goorhuis)
Sonata da Chiesa - Fantasia over een thema van Hendrik Andriessen is een compositie voor fanfare van de Nederlandse componist Rob Goorhuis. Het werk is geschreven in opdracht van de Fanfare Kunst en Vriendschap uit Partij-Wittem voor de deelname aan het 16e Wereld Muziek Concours (WMC) in 2009 te Kerkrade. De opdrachtgevende vereniging verzorgde daar de première op 2 augustus 2009.
Het stuk was een verplichte werk voor 1e divisie fanfare op het Open Nederlandse Fanfare Kampioenschappen 2011.
Fanfare Kunst en Vriendschap heeft een live-opname van de première op cd gezet.